# سیمدسبو
سیمدسبو (فنلاندی: Sepänkylä) دهکده‌ای در فنلاند در کرسلهم است.